# Stadio Giuseppe Sinigaglia
Stadio Comunale Giuseppe Sinigaglia je fotbalový stadion v italském městě Como, v regionu Lombardie. Byl postaven na příkaz Mussoliniho a byl pojmenován po bývalém veslaři Giuseppe Sinigaglia, který padl v 1. světové válce. Stadion je využíván i jako prostor pro hudební koncerty.

## Historie
Město Como nemělo do roku 1926 žádný stadion a tak bylo rozhodnuto že postaví na místním hřišti Garibaldi nový víceúčelový stadion. Dne 30. července 1927 byl slavnostně otevřen a měl 500 metrový velodrom a 450 metrovou dráhu pro atletiku, které obklopovaly fotbalové hřiště o rozloze přibližně 7200 metrů čtverečních. Celková kapacita tribun byla 6000 návštěvníků.
Mezi lety 1960 až 1974 zde vždy končila cyklistická etapa Giro di Lombardia. V roce 1990 prošel stadion různými zásahy a úpravami, které částečně narušily její původní vlastnosti: byly odstraněny atletické a cyklistické dráhy s následnou rekonstrukcí centrální tribuny a prodloužením samostatných až k okrajům hřiště. Další přestavba přišla před sezonou 2002/03 kdy klub hrál nejvyšší ligu. Byl zvýšená kapacita na 14 000 míst. Poté když klub ohlašoval bankrot, tak se kapacita snížila na necelých 5000 míst. Poslední úprava byla provedena v létě 2021 po návratu do Serie B: sedadla byla instalována ve všech sektorech přístupných veřejnosti a byla instalována technologie VAR .